# 布瓦布呂萊鎮區 (密蘇里州佩里縣)
布瓦布呂萊鎮區（英語：Bois Brule Township）是位於美國密蘇里州佩里縣的一個行政鎮區。

## 地方資料
布瓦布呂萊鎮區的面積為164.02平方千米，當中陸地面積為156.66平方千米，而水域面積為7.36平方千米。根據2020年美國人口普查的數據，當地共有人口438人，而人口密度為每平方千米2.67人。